# Гондола
Гондола је чамац који се може наћи у Венецији. Она је дугачка и на крајевима заобљена. Гондола је такође и симбол Венеције, а и данас се користи као превозно средство.